# Moskau (Dschingis Khan)
Moskau är en discolåt skriven av Ralph Siegel och Bernd Meinunger, och inspelad av västtyska popgruppen Dschinghis Khan 1979.

## Historik
Låten släpptes i Australien 1980, samma år som olympiska sommarspelen hölls i Moskva. Australiska Channel 7 använder sången som signaturmelodi för sitt bevakande av tävlingarna. Låten blev en stor hit i Australien, med topplaceringen #1 i fem veckor.
Låten låg 1980 även på albumet Rom. Albumversionen varar i sex minuter, men singelversionen i fyra och en halv minuter.
Låten fick också stor undergroundpopularitet i dåvarande Sovjetunionen. Ett 15-sekundersklipp visades som en del av nyårsfirandet på statliga sovjetiska televisionen, vilket ledde till att chefen sparkades.[källa behövs]
2006 debuterade sången i datorspelsvärlden, som spelbar låt i Taiko no Tatsujin Portable 2 efter att ha populariserats i Japan av i en video med missuppfattad text med 2ch-figurer. Den förekommer i Just Dance 2014 som spelbar låt.
Den spelades också vid inledningen av Eurovision Song Contest 2009 i Moskva.

## Coverversioner
Låten har även tolkats av tyska black metalbandet Black Messiah samt av Leningrad Cowboys. 
Låten spelades också in av popsångaren George Lam från  Hongkong som "Olympics in Moscow" (Chinese:世運在莫斯科).
I Kina gjordes en version med alternativ text "Fen Dou" (奋斗) av Da Zhangwei (大张伟).
Georgie Dann gjorde en spanskspråkig version 1980
1979 spelade det svenska dansbandet Vikingarna in en cover på den på svenska på albumet Kramgoa låtar 8, med text av Margot Borgström.

## Listplaceringar
| Lista (1979-1980) | Position |
| ----------------- | -------- |
| Nederländerna     | 38       |
| Schweiz           | 1        |
| Österrike         | 16       |

### Fotnoter
1. 1 2  Genghis Khan* - Moscow (7") at Discogs
2. ↑  ”Game: 1980 Moscow - Australian Olympic Committee”. Arkiverad från originalet den 16 oktober 2009. https://web.archive.org/web/20091016101647/http://corporate.olympics.com.au/games/27/1980+Moscow. Läst 25 maj 2011.
3. ↑  ”Dschinghis Khan Diskografie - Steppenwind.de”. Arkiverad från originalet den 16 juli 2011. https://web.archive.org/web/20110716134812/http://www.steppenwind.com/diskografie.htm. Läst 25 maj 2011.
4. ↑  Vocal group Dschinghis Khan as People's Artists of the USSR Arkiverad 19 oktober 2016 hämtat från the Wayback Machine.
5. ↑  ”metal.de - CD-Review: Black Messiah - Of Myths And Legends”. Arkiverad från originalet den 18 oktober 2019. https://web.archive.org/web/20191018142329/https://www.metal.de/reviews/black-messiah-of-myths-and-legends-6976/. Läst 25 maj 2011.
6. ↑  ”Arkiverade kopian”. Arkiverad från originalet den 18 oktober 2016. https://web.archive.org/web/20161018233221/http://v.youku.com/v_show/id_XMTE5MzcyOTA0.html. Läst 15 oktober 2016.
7. ↑  ”Svensk mediedatabas”. http://smdb.kb.se/catalog/id/001887681. Läst 25 maj 2011.
8. ↑  ”Listplacering”. http://dutchcharts.nl/showitem.asp?interpret=Dschinghis+Khan&titel=Moskau&cat=s. Läst 25 maj 2011.
9. ↑  ”Listplacering”. http://hitparade.ch/showitem.asp?interpret=Dschinghis+Khan&titel=Moskau&cat=s. Läst 25 maj 2011.
10. ↑  ”Listplacering”. http://austriancharts.at/showitem.asp?interpret=Dschinghis+Khan&titel=Moskau&cat=s. Läst 25 maj 2011.